# Phyllonorycter deserticola
Phyllonorycter deserticola is een vlinder uit de familie van de mineermotten (Gracillariidae). De wetenschappelijke naam van de soort werd voor het eerst geldig gepubliceerd in 2001 door Davis & Deschka.